# 佐久本和夢
佐久本 和夢（さくもと かずむ、2001年5月27日 - ）は、日本の体操インストラクター。NHK『おかあさんといっしょ』の第13代目たいそうのおにいさん。
愛称は「かずむおにいさん」、「わむ」。
青森大学卒業。兄は俳優の佐久本歩夢。

## 略歴
身長は163cm、血液型はA型。
千葉県生まれ千葉県育ち。3歳の時から、兄の影響で新体操を始める。
幼少期に『おかあさんといっしょ』に出演していた佐藤弘道（10代目たいそうのおにいさん）、小林よしひさ（11代目たいそうのおにいさん）を見て育ち、『たいそうのおにいさん』に憧れていた。。
中学卒業後は青森山田高校に入学し、男子新体操部に所属した。同校卒業後、青森大学に入学。男子新体操の普及をめざし、大学では部に所属せずに自らクラブチームを立ち上げ、競技だけでなく子どもたちへの指導にも注力したり、チームの永続的運営のために経営知識を学んだ。
大学在学中の2022年より、青森市の広報番組『Aomo LIVE』にパーソナリティとして出演。青森市内で行われた同番組のイベントにボランティアで参加していた。
2023年4月3日より、NHK『おかあさんといっしょ』の『たいそうのおにいさん』に就任。21世紀生まれの『たいそうのおにいさん』は佐久本が番組史上初である。
『おかあさんといっしょ』での共演者は、第12代うたのおにいさんの花田ゆういちろう、第22代うたのおねえさんのながたまや、初代たいそうのおねえさんの秋元杏月。

## 出演

### テレビ
- 『おかあさんといっしょ』（2023年4月3日[注 3] - 、NHK Eテレ） - 13代目たいそうのおにいさん

### おかあさんといっしょ コンサート
ファミリーコンサート
| 公演   | タイトル                                     | 出演者（一部を除く） |
| ------ | -------------------------------------------- | --- |
| 2023年 | しれば・・・トモダチ？ぴょんぴょんびょ～ん！ | 花田ゆういちろう、ながたまや、佐久本和夢、秋元杏月 みもも、やころ、ルチータ、けけちゃま、 福尾誠                                                           |
| 2023年 | 星空コンサートであいましょう                 | 花田ゆういちろう、ながたまや、佐久本和夢、秋元杏月 みもも、やころ、ルチータ、あーぷん、ミミコ姉さん、ララ 杉田あきひろ（声のみ）、つのだりょうこ（声のみ） |
| 2024年 | お弁当ラプソディー                           | 花田ゆういちろう、ながたまや、佐久本和夢、秋元杏月 みもも、やころ、ルチータ                                                                                |
| 2024年 | うたの図書館                                 | 花田ゆういちろう、ながたまや、佐久本和夢、秋元杏月 みもも、やころ、ルチータ 林アキラ 歴代出演者のみなさん                                                  |
| 2025年 | みちのみち                                   | 花田ゆういちろう、ながたまや、佐久本和夢、秋元杏月 みもも、やころ、ルチータ                                                                                |
| 2025年 | タイトル未定                                 | 花田ゆういちろう、ながたまや、佐久本和夢、秋元杏月 みもも、やころ、ルチータ                                                                                |

| 公演   | タイトル            | 出演者（一部を除く） |
| ------ | ------------------- | --- |
| 2023年 | みんなで☆キラキラ！ | 花田ゆういちろう、ながたまや、佐久本和夢、秋元杏月 みもも、やころ、ルチータ シュッシュ、ポッポ、ゆめ、まさとも オフロスキー                            |
| 2024年 | み～んな☆カラフル   | 花田ゆういちろう、ながたまや、佐久本和夢、秋元杏月 みもも、やころ、ルチータ、あーぷん、やころきょうだい、けけちゃま シュッシュ、ポッポ、ゆめ、まさとも |
| 2025年 | なないろのはね      | 花田ゆういちろう、ながたまや、佐久本和夢、秋元杏月 みもも、やころ、ルチータ シュッシュ、ポッポ、ゆめ、まさとも スプー、アネム、ズズ、ジャコビ          |